# Vieil égyptien
Le vieil égyptien correspond à l'état linguistique de l'égyptien ancien pendant l'Ancien Empire et la Première Période intermédiaire.
Les Textes des pyramides témoignent de cet état de langue, ainsi que les inscriptions des tombes des notables égyptiens de l'époque. Une de ses caractéristiques graphiques est la triple indication du pluriel par idéogramme, phonogramme et déterminatif. Globalement, il est peu différent du moyen égyptien (forme considérée comme classique de l'ancienne langue égyptienne), bien que n'étant pas basé sur le même dialecte.